# Eurhynchium circinatum
Eurhynchium circinatum là một loài rêu trong họ Brachytheciaceae. Loài này được Brid. Schimp. mô tả khoa học đầu tiên năm 1854.